# 寡妇村展览馆
寡妇村展览馆位于福建省漳州市东山县康美镇铜钵村，是一座展示该村历史的展览馆。

## 历史
第二次国共内战末期，1950年5月12日，中国人民解放军攻占东山岛前夕，驻守该岛的国军残部败退台湾时，抓丁充军，从该岛抓走了4793位青壮年男性。当年有200多户人家的铜钵村，一夜间被抓走147个壮丁，使91名已婚妇女守活寡近半个世纪，该村从而得名“寡妇村”。改革开放后，“寡妇村”逐渐可与台湾通电话、通信，黄镇国先生（后来任寡妇村展览馆馆长）就是长期义务替寡妇们写“情书”者之一。1996年4月26日，国家计委副主任郝建秀视察“寡妇村”后表示，这些台属吃了太多苦，应当建敬老院让她们安享晚年。
经过中央、福建省、漳州市有关部门的支持，东山县投资450万元，1999年3月在铜钵村建“寡妇村展览馆”。
如今，寡妇村展览馆已成为福建省爱国主义教育基地、学生德育基地和国防教育基地。

## 展览
寡妇村展览馆主要通过实物、书信、音像、图文展示第二次国共内战造成的海峡两岸亲人分离之苦，许多展品背后都有令人心酸的故事。
比如展品中有一只无光泽的铝碗。这是老奶奶林刘口保存的，她早年丧夫，独自将四个儿子养大。家境逐渐好转之际，突逢国军抓丁，林刘口的三个儿子都被抓走赴台湾，只有12岁的第四子幸免。母子临别之时，大儿子求母亲为他们三个儿子买一只铝碗，以便在船上口渴时盛水喝。林刘口没有钱，只好回家向村里小店赊购了一只。当母亲捧着铝碗赶回海边时，三个儿子早已被押上登陆舰远赴台湾。